# Oscar Rex
Pour les articles homonymes, voir Rex.
Oscar Rex (parfois orthographié Oskar) était un peintre autrichien. Il est né le 26 mars 1857 et mort le 8 février 1929.

## Biographie
Oscar a grandi dans la ville de Prague. En 1878, il intègre l’Académie des beaux-arts de Munich. En 1881, il se rend à Paris où il sera l’élève de Mihály Munkácsy notamment. 
Peu de temps avant la Première Guerre mondiale, une trentaine de ses peintures, représentant des scènes de la vie de Napoléon Bonaparte, ont été exposées à travers 38 villes.
À l’Exposition universelle de 1900 à Paris, il reçoit une médaille de bronze. Il reçoit aussi une médaille d’or à Vienne[évasif].

## Expositions
- Oscar Rex, peintre de la légende napoléonienne, Château de la Malmaison, Rueil-Malmaison (2021-22)[3]